# Championnat de Lituanie de football 2009
Navigation
Saison précédente Saison suivante
La saison 2009 du Championnat de Lituanie de football était la 20e édition de la première division lituanienne. Les huit meilleurs clubs du pays sont regroupés en une poule unique où chaque équipe rencontre quatre fois ses adversaires, deux fois à domicile et deux fois à l'extérieur.
Le FK Ekranas Panevezys, champion en titre, termine en tête du championnat cette saison. C'est le 5e titre de champion de Lituanie de son histoire.

## Les 8 clubs participants
La compétition aurait normalement dû compter huit équipes pour la saison 2009. Cependant, deux événements vont complètement chambouler l'organisation du championnat :
- Le 6 mars 2009, le club du FK Zalgiris Vilnius se voit refuser une licence professionnelle et donc sa participation à la A-Lyga, pour cause de graves difficultés financières. Le club est directement relégué en 2e division, la 1-Lyga.
- Le 20 mars 2009, le FBK Kaunas (huit fois champion de Lituanie) et l'Atlantas Klaipeda sont exclues du championnat de première division, à cause de différends divers avec la fédération lituanienne de football. Les deux clubs sont sanctionnés et rétrogradés en II-Lyga, la 3e division lituanienne.

La fédération décide donc de "remplacer" ces trois équipes par des formations de deuxième division, sans uniquement tenir compte des critères sportifs (qui sont prioritaires). Le 26 mars 2009, les trois clubs sont connus, il s'agit du Banga Gargzdai, du FK LKKA ir Teledema Kaunas et du FK Kruoja Pakruojis, qui ont fini respectivement 3e, 7e et... 10e de deuxième division !

Les huit clubs participants sont donc :
| - FK Ekranas Panevezys - FK Sūduva Marijampolė - FK Siauliai - FK Tauras Tauragé - Promu de D2 | - FK Vetra Vilnius - Banga Gargzdai - Promu de D2 - FK Kruoja Pakruojis - Promu de D2 - FK LKKA ir Teledema Kaunas - Promu de D2 |

## Compétition
Le barème de points servant à établir le classement se décompose ainsi :
- Victoire : 3 points
- Match nul : 1 point
- Défaite : 0 point

### Classement
| Rang | Équipe                         | Pts | J  | G  | N  | P  | Bp | Bc | Diff |
| ---- | ------------------------------ | --- | -- | -- | -- | -- | -- | -- | ---- |
| 1.   | Ekranas Panevezys (T)          | 63  | 28 | 18 | 9  | 1  | 58 | 20 | +38  |
| 2.   | FK Vetra Vilnius               | 57  | 28 | 16 | 9  | 3  | 55 | 22 | +33  |
| 3.   | FK Sūduva Marijampolė (C)      | 53  | 28 | 14 | 11 | 3  | 55 | 22 | +33  |
| 4.   | FK Siauliai                    | 42  | 28 | 13 | 3  | 12 | 40 | 34 | +6   |
| 5.   | FK Tauras Tauragé (P)          | 38  | 28 | 10 | 8  | 10 | 26 | 22 | +4   |
| 6.   | Banga Gargzdai (P)             | 27  | 28 | 7  | 6  | 15 | 25 | 49 | -24  |
| 7.   | FK LKKA ir Teledema Kaunas (P) | 15  | 28 | 4  | 3  | 21 | 19 | 63 | -44  |
| 8.   | FK Kruoja Pakruojis (P)        | 13  | 28 | 2  | 7  | 19 | 24 | 70 | -46  |

|  | Qualifié pour la Ligue des champions 2010-2011 |
|  | Qualifié pour la Ligue Europa 2010-2011        |

### Matchs

#### Première phase
| Résultats (▼dom., ►ext.)   | Ban | Ekr | Kru | LKKA | Sud | Sia | Tau | Vet |
| Banga Gargzdai             |     | 1-2 | 3-0 | 1-0  | 0-0 | 3-2 | 1-1 | 0-5 |
| FK Ekranas Panevezys       | 1-0 |     | 4-0 | 3-0  | 2-2 | 2-0 | 2-1 | 2-3 |
| FK Kruoja Pakruojis        | 2-0 | 2-2 |     | 1-1  | 0-1 | 0-5 | 2-2 | 0-3 |
| FK LKKA ir Teledema Kaunas | 0-2 | 1-1 | 3-2 |      | 2-7 | 0-2 | 0-3 | 0-2 |
| FK Sūduva Marijampolė      | 4-0 | 1-1 | 6-0 | 2-0  |     | 1-0 | 3-0 | 1-1 |
| FK Siauliai                | 4-0 | 0-1 | 2-1 | 0-1  | 0-1 |     | 1-0 | 2-1 |
| FK Tauras Tauragé          | 0-0 | 0-1 | 2-0 | 1-0  | 0-2 | 1-0 |     | 1-1 |
| FK Vetra Vilnius           | 2-2 | 0-0 | 6-1 | 3-1  | 0-0 | 2-1 | 1-0 |     |

#### Seconde phase
| Résultats (▼dom., ►ext.)   | Ban | Ekr | Kru | LKKA | Sud | Sia | Tau | Vet |
| Banga Gargzdai             |     | 0-3 | 4-2 | 0-1  | 1-1 | 1-2 | 0-2 | 0-1 |
| FK Ekranas Panevezys       | 5-1 |     | 3-0 | 3-0  | 4-2 | 2-0 | 1-0 | 1-1 |
| FK Kruoja Pakruojis        | 1-2 | 2-2 |     | 2-1  | 0-1 | 1-3 | 0-3 | 2-2 |
| FK LKKA ir Teledema Kaunas | 1-2 | 0-3 | 2-1 |      | 0-4 | 1-4 | 0-1 | 0-1 |
| FK Sūduva Marijampolė      | 1-1 | 1-1 | 3-1 | 4-2  |     | 5-1 | 0-0 | 1-1 |
| FK Siauliai                | 3-0 | 0-3 | 0-0 | 1-1  | 1-1 |     | 2-0 | 1-0 |
| FK Tauras Tauragé          | 1-0 | 1-1 | 1-1 | 3-0  | 1-0 | 0-1 |     | 0-0 |
| FK Vetra Vilnius           | 2-0 | 1-2 | 3-0 | 4-1  | 2-0 | 5-2 | 2-1 |     |

## Bilan de la saison
| Tableau d'Honneur                   |                       |
| Compétition                         | Vainqueur             |
| Championnat de Lituanie de football | FK Ekranas Panevezys  |
| Coupe de Lituanie de football       | FK Sūduva Marijampolė |

| Qualifications européennes    |                                        |
| Ligue des champions 2010-2011 | Qualifié                               |
| 1er tour préliminaire         | FK Ekranas Panevezys                   |
| Ligue Europa 2010-2011        | Qualifiés                              |
| 1er tour                      | FK Vetra Vilnius FK Sūduva Marijampolė |

| Promotion et relégation |                                              |
| Relégué en II Lyga      | Aucun                                        |
| Promus en A Lyga        | FC Klaipėda FK Mazeikiai FK Zalgiris Vilnius |